# 四川大学华西口腔医院
四川大学华西口腔医院，位于中国四川省成都市，为一家集医疗、教学及科研于一体的口腔专科医疗机构，四川大学华西医学中心的附属医院之一，四川省首批三级甲等医院之一，现总床位300张，日门诊量1068人次，目前口腔基础医学和口腔临床医学为该院实力较强的学科。